# Картер (Монтана)
Картер (англ. Carter) — переписна місцевість (CDP) в США, в окрузі Чуто штату Монтана. Населення — 65 осіб (2020).

## Географія
Картер розташований за координатами 47°46′40″ пн. ш. 110°55′58″ зх. д. / 47.77778° пн. ш. 110.93278° зх. д. (47.777831, -110.932768).  За даними Бюро перепису населення США в 2010 році переписна місцевість мала площу 7,50 км², з яких 7,49 км² — суходіл та 0,01 км² — водойми.

## Демографія
Згідно з переписом 2010 року, у переписній місцевості мешкало 58 осіб у 28 домогосподарствах у складі 17 родин. Густота населення становила 8 осіб/км².  Було 32 помешкання (4/км²).
Расовий склад населення:
| - 100,0 % — білих |

До двох чи більше рас належало 0,0 %. Частка іспаномовних становила 0,0 % від усіх жителів.
За віковим діапазоном населення розподілялося таким чином: 19,0 % — особи молодші 18 років, 55,1 % — особи у віці 18—64 років, 25,9 % — особи у віці 65 років та старші. Медіана віку мешканця становила 47,0 року. На 100 осіб жіночої статі у переписній місцевості припадало 93,3 чоловіків;  на 100 жінок у віці від 18 років та старших — 88,0 чоловіків також старших 18 років.
Середній дохід на одне домашнє господарство  становив 53 507 доларів США (медіана — 50 625), а середній дохід на одну сім'ю — 60 775 доларів (медіана — 62 500). Медіана доходів становила 44 250 доларів для чоловіків та 23 438 доларів для жінок. За межею бідності перебувало 2,6 % осіб, у тому числі 0,0 % дітей у віці до 18 років та 13,3 % осіб у віці 65 років та старших.
Цивільне працевлаштоване населення становило 27 осіб. Основні галузі зайнятості: сільське господарство, лісництво, риболовля — 37,0 %, публічна адміністрація — 14,8 %, науковці, спеціалісти, менеджери — 14,8 %.